# Tit Sicini (tribú de la plebs)
Tit Sicini (en llatí: Titus Sicinius) va ser un magistrat i polític romà del segle iv aC. Formava part de la gens Sicínia, una antiga família d'origen plebeu.
Va ser elegit tribú de la plebs l'any 395 aC, quan va presentar una rogatio que pretenia traslladar a una part de la població romana a la ciutat de Veïs, de manera que l'estat tindria dues capitals. La proposta no degué ser aprovada, ja que no es va portar a efecte.